# Ettingen
Ettingen (schweizerdeutsch Ettige ˈɛtːiɡə) ist eine politische Gemeinde im Bezirk Arlesheim des Kantons Basel-Landschaft in der Schweiz.

## Geographie

Historisches Luftbild von Werner Friedli (1950)

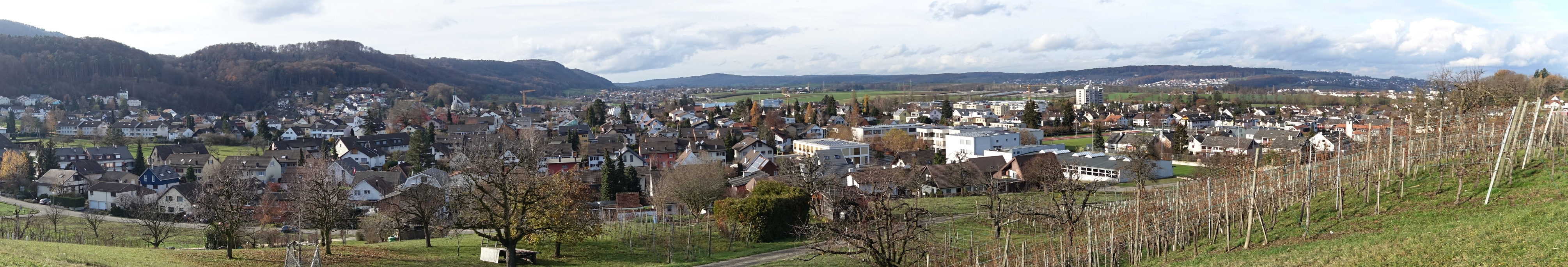
Ettingen

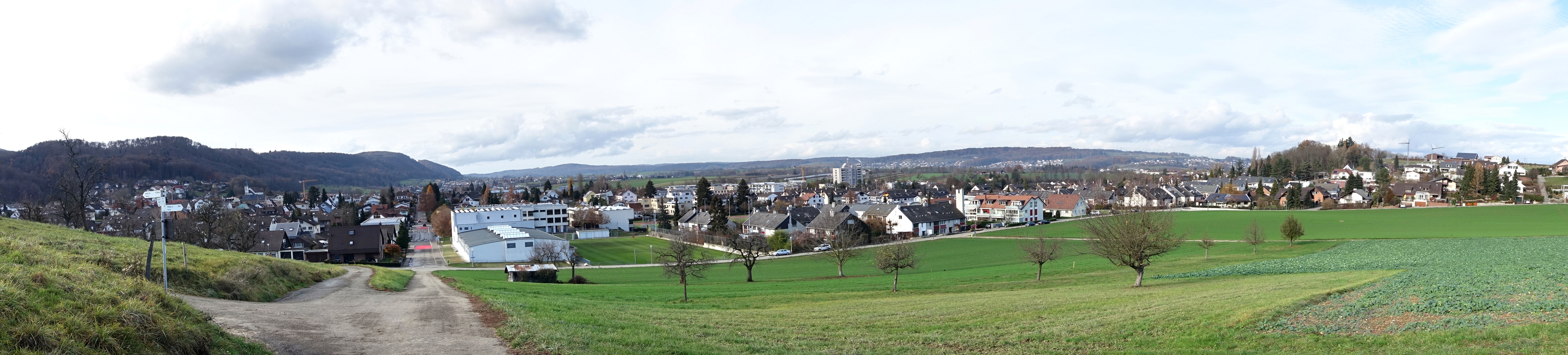
Ettingen

Ettingen liegt im Leimen- beziehungsweise Birsigtal auf 331 m ü. M. am Fusse des Blauen. Seine Nachbargemeinden sind Blauen, Pfeffingen, Aesch, Therwil (alle Kanton Basel-Landschaft) und die beiden im Kanton Solothurn liegenden Dörfer Witterswil und Hofstetten-Flüh. Ettingen liegt an den BLT-Tramlinien 10 und 17, welche das Dorf einerseits mit Rodersdorf und andererseits mit der Stadt Basel verbinden. Zudem ist Ettingen durch die Buslinie 68 mit Hofstetten und Aesch verbunden. Die Fläche des Gemeindegebiets beträgt 635 Hektar, davon sind 35 % Landwirtschaftsfläche, 50 % Wald und 15 % Siedlungsgebiet.

## Geschichte
Die Geschichte von Ettingen reicht bis ins Jahr 10'000 v. Chr. zurück, als sich am Abri Büttenenloch eiszeitliche Menschen und später jungsteinzeit-bronzezeitliche Sippen aufhielten (4500 bis 1800 v. Chr.).
Das jetzige Dorf Ettingen entstand im 6. oder 7. Jahrhundert entlang einem Bach, dem Dorfbach, welcher heute unter der Dorfstrasse versteckt verläuft. Es gliederte sich in drei Höfe, den Oberhof, den Mittel- oder Pfandhof sowie den Niederhof. Der Führer der fränkischen oder alemannischen Sippe, die diese Höfe aufbaute, Etto oder Atto, gab dem Dorf seinen Namen.
Das Dorf Ettingen gehörte zum Fürstbistum Basel, bis dieses aufgelöst wurde. Die hohe Gerichtsbarkeit verlieh der Fürstbischof zeitweise den Grafen von Thierstein, die niedere dem Kloster Reichenau (Bodensee), aus dessen Wappen Ettingen das rote Kreuz übernommen hat. Güter und Menschen gehörten unter anderem verschiedenen Klöstern der Stadt Basel. Am Wiener Kongress 1815 wurde Ettingen dem Kanton Basel zugesprochen, löste sich 1833 bei der Basler Kantonstrennung von ihm und ging zum Halbkanton Basel-Landschaft über.

## Wappen
Das Wappen ist viergeteilt in zwei blaue und zwei weisse Flächen. In der oberen linken, weissen Ecke befindet sich ein durchgehendes rotes Kreuz. Dieses erinnert an die frühere Zugehörigkeit zum Kloster Reichenau. Die Aufteilung in blaue und weisse Viertelflächen stammt aus dem Wappen des Fürstensteiner-Geschlechts, welches über dem Dorf (aber rechtlich/politisch nicht mit ihm verbunden) eine Burg bewohnte.

## Bevölkerung
44 % der Bevölkerung sind römisch-katholisch und 29 % reformiert. Der Ausländeranteil beträgt 12,9 %.

## Wirtschaft
In Ettingen sind keine grossen Firmen angesiedelt, doch sind verschiedene Kleinunternehmen ansässig. Ettingen hat im Westen eine kleine Gewerbezone eingerichtet.

## Politik
Gemeindepräsidentin ist Sibylle Muntwiler-Stöcklin (parteilos, Stand 2025).
Bei den Schweizer Parlamentswahlen 2023 betrugen die Wähleranteile in Ettingen: SVP 31,6 % (2019 28,6 %), SP 22,9 % (19,5 %), FDP 13,6 % (16,9 %), Mitte 13,2 % (11,8 %), Grüne 8,3 % (16,0 %), glp 6,5 % (5,1 %), EVP 1,2 % (1,2 %), EDU 0,8 % (–).

## Sehenswürdigkeiten
- Kirche St. Peter und Paul, erbaut 1717 mit einem Glasgemälde von Jacques Düblin von 1937
- Dorfmuseum Guggerhuus, Schanzgasse 1

## Bilder

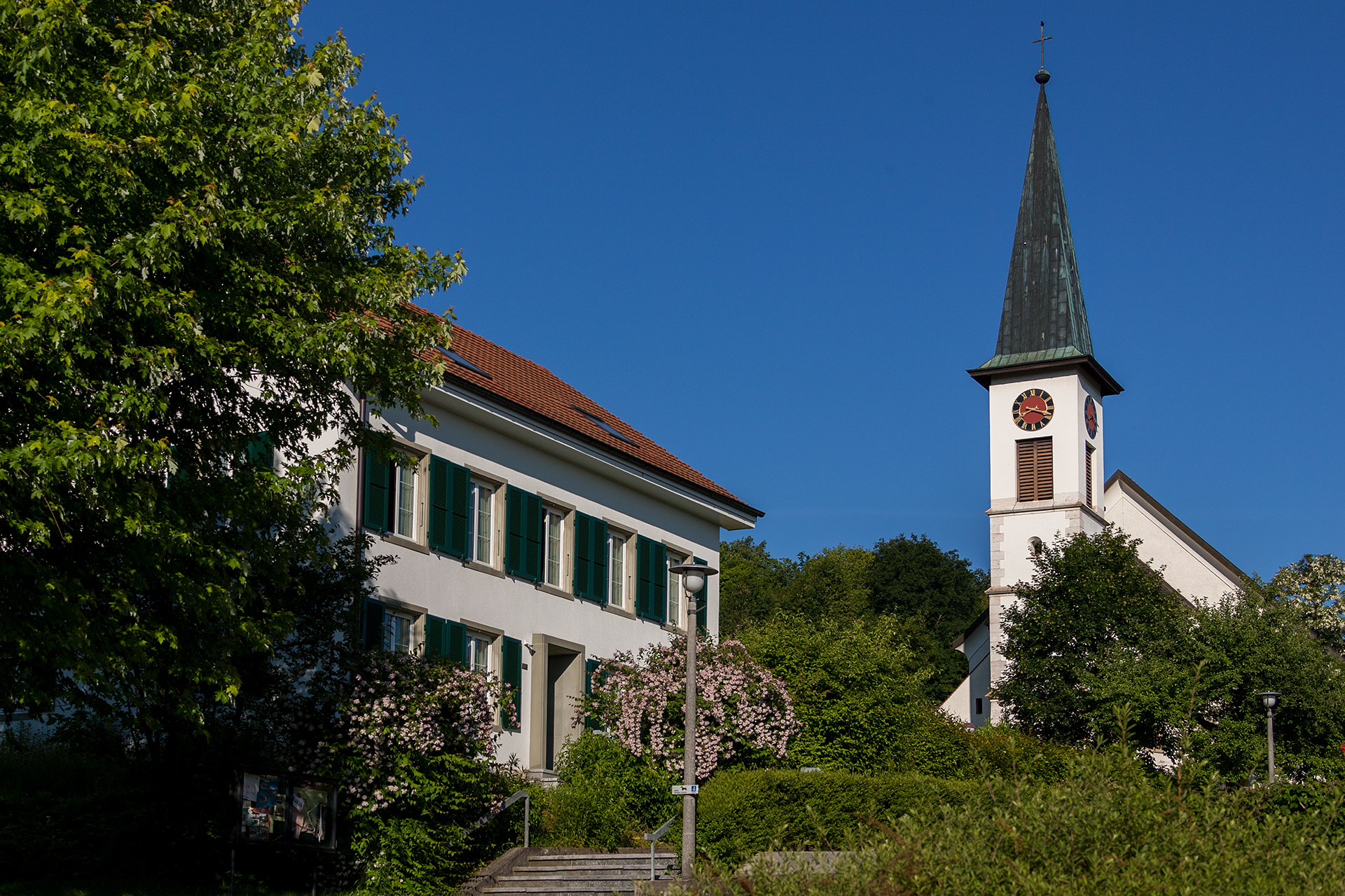
Pfarrhaus und Kirche
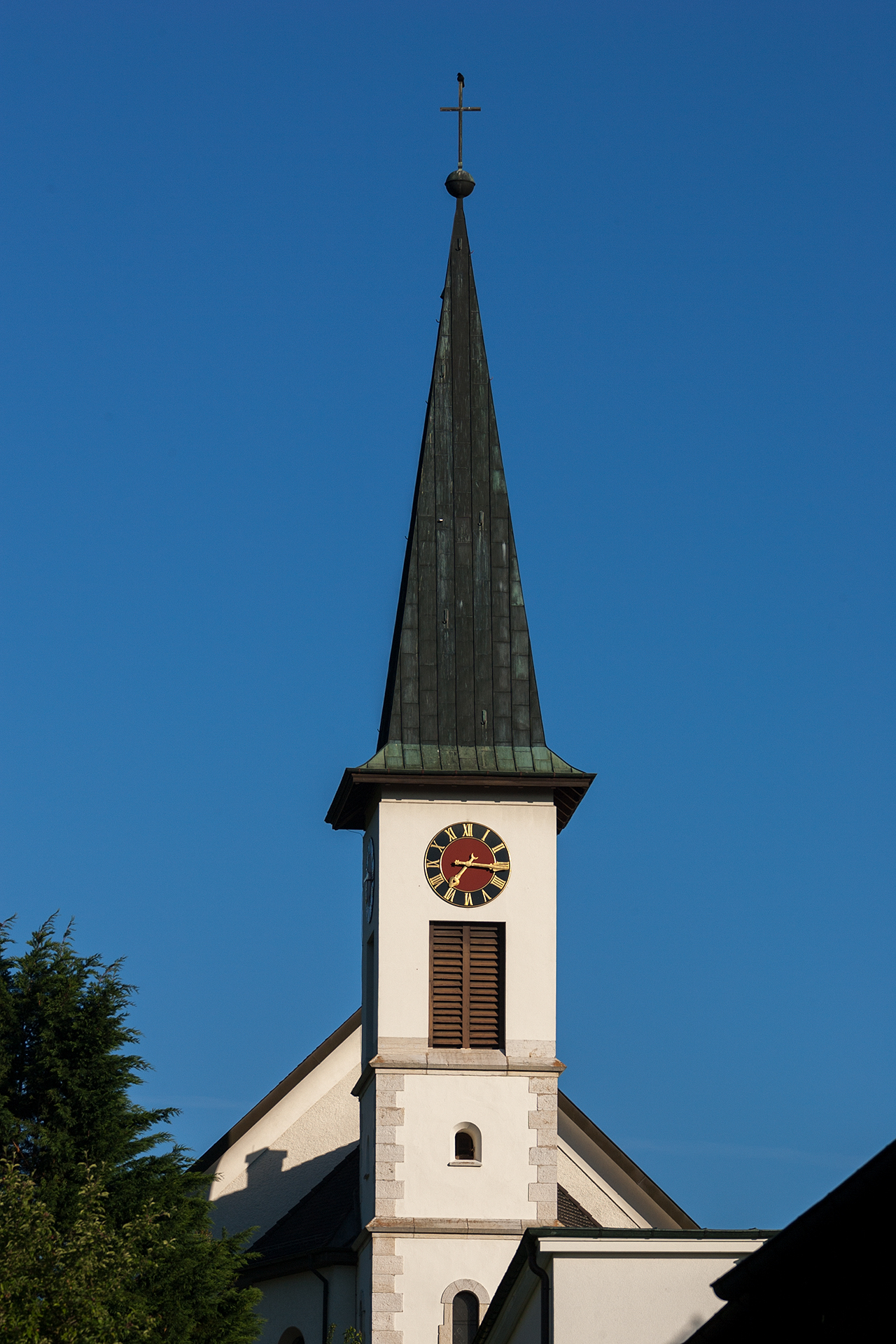
Kirche
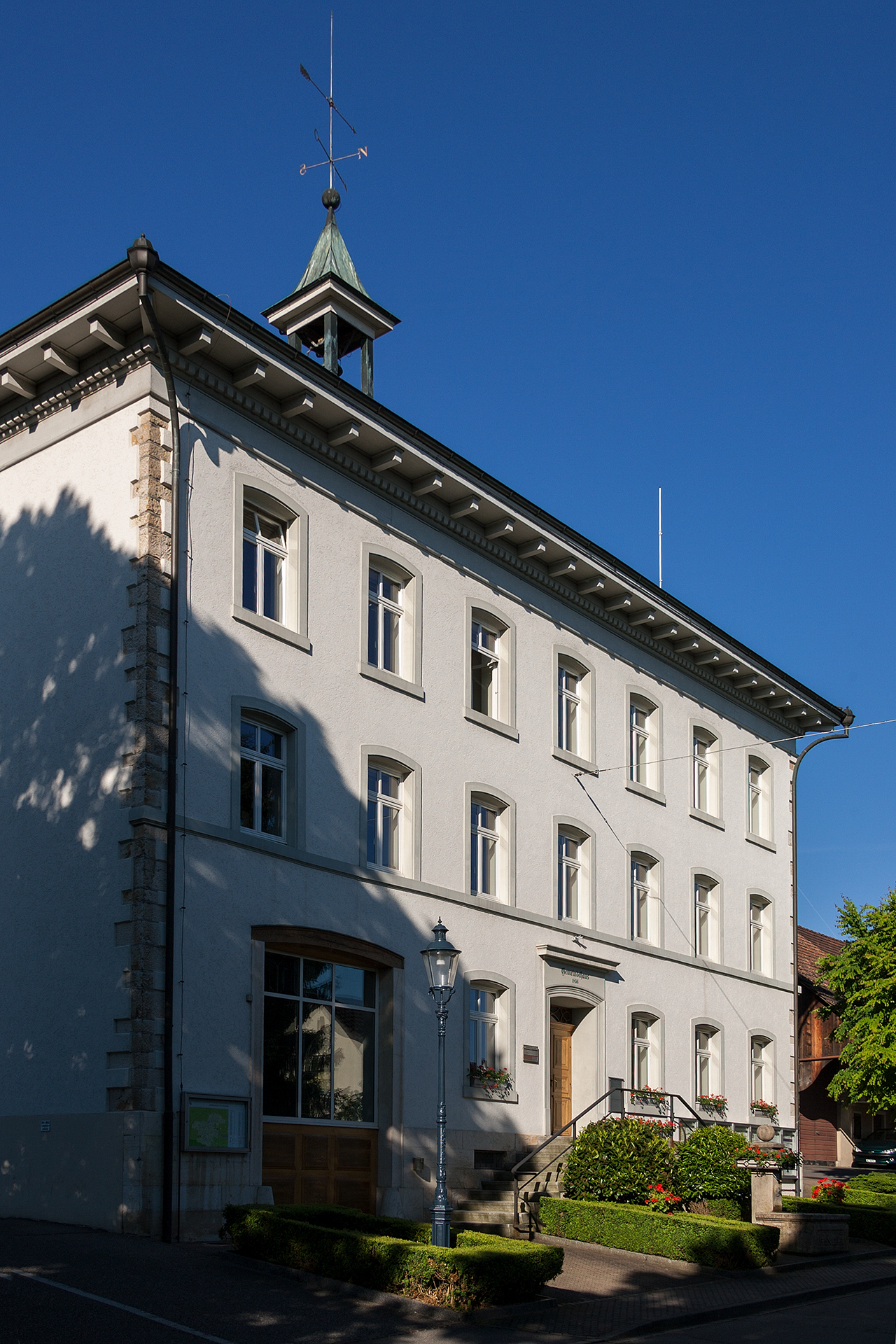
Gemeindehaus
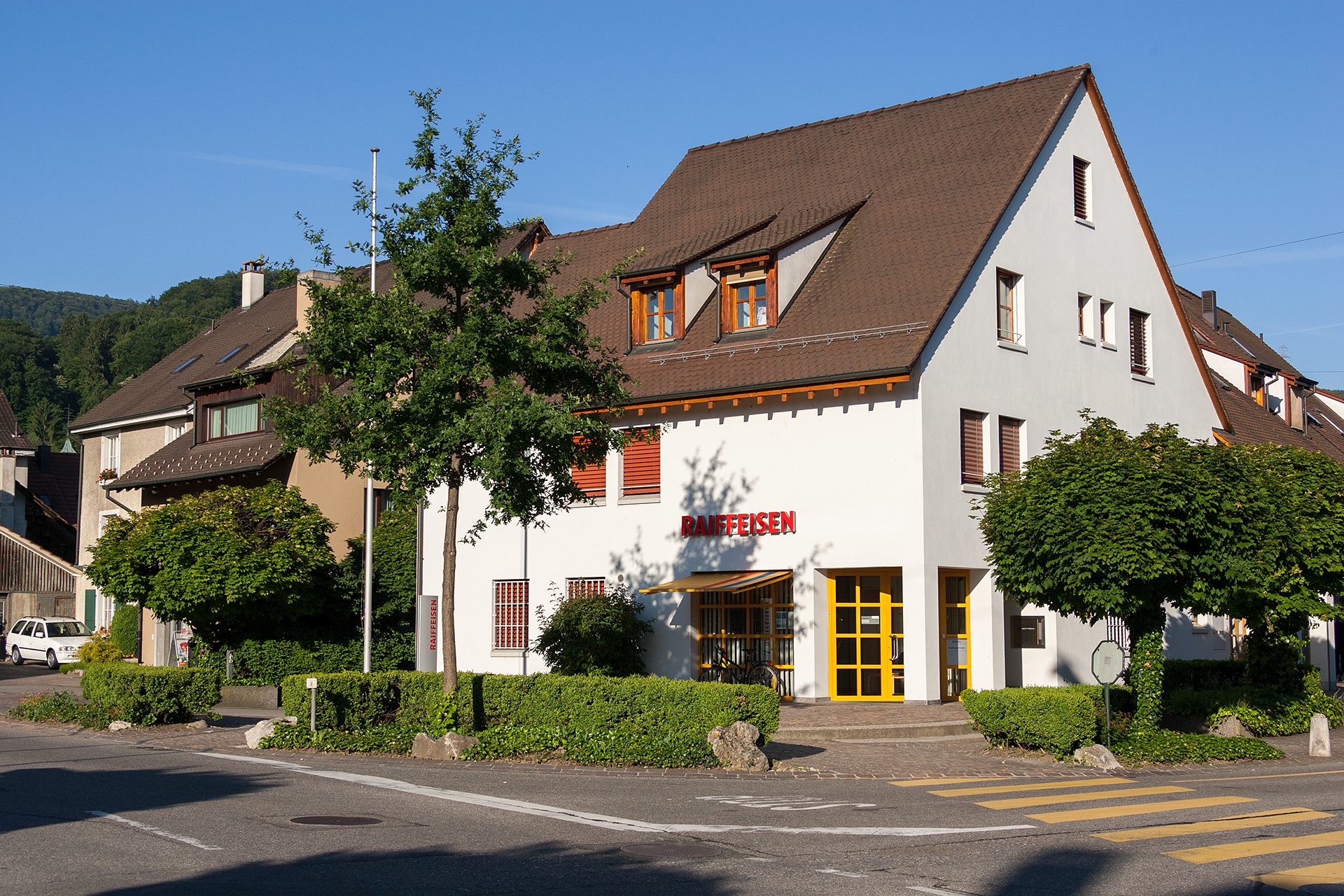
Raiffeisen, Dorfzentrum
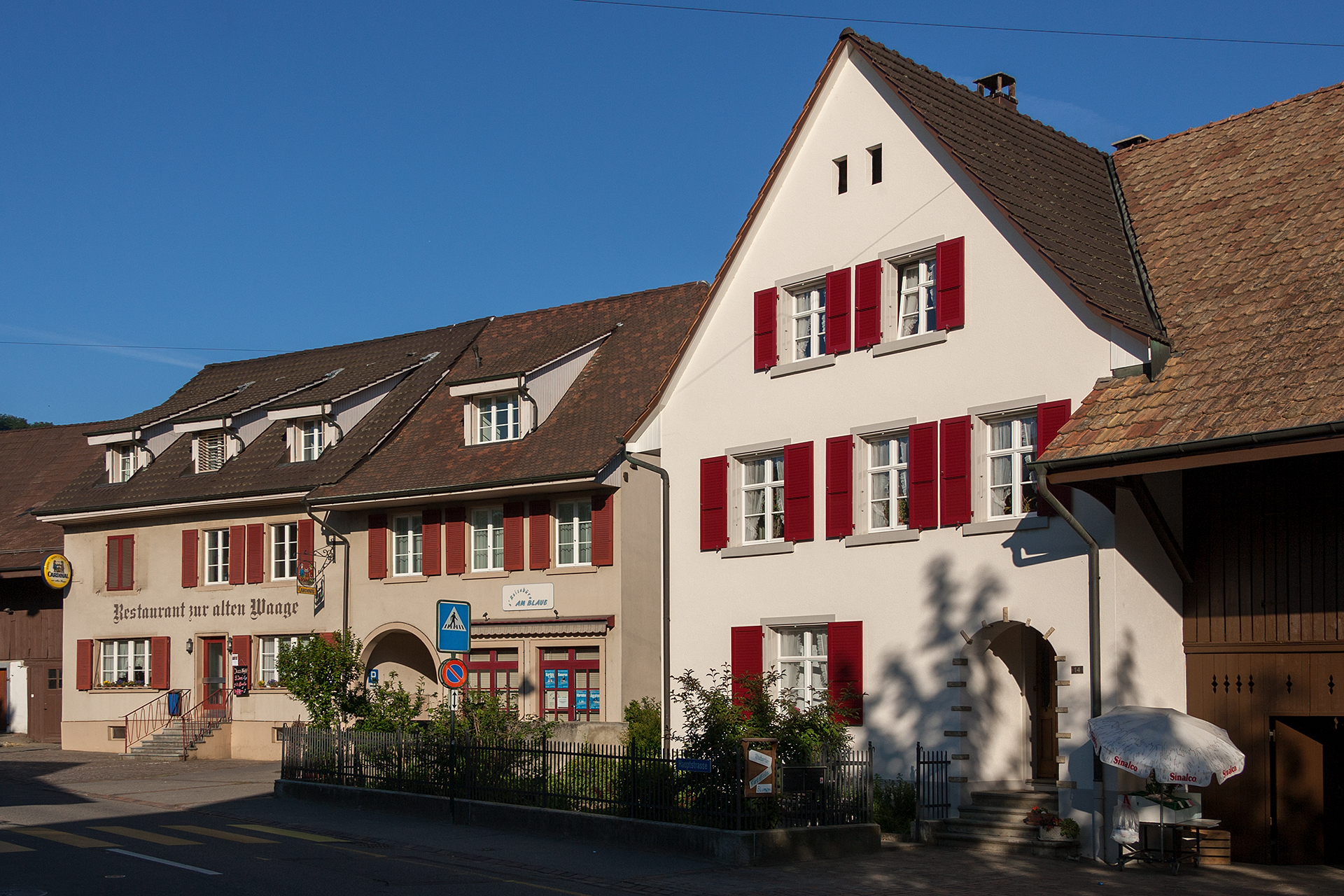
Häuserensemble im Dorfkern
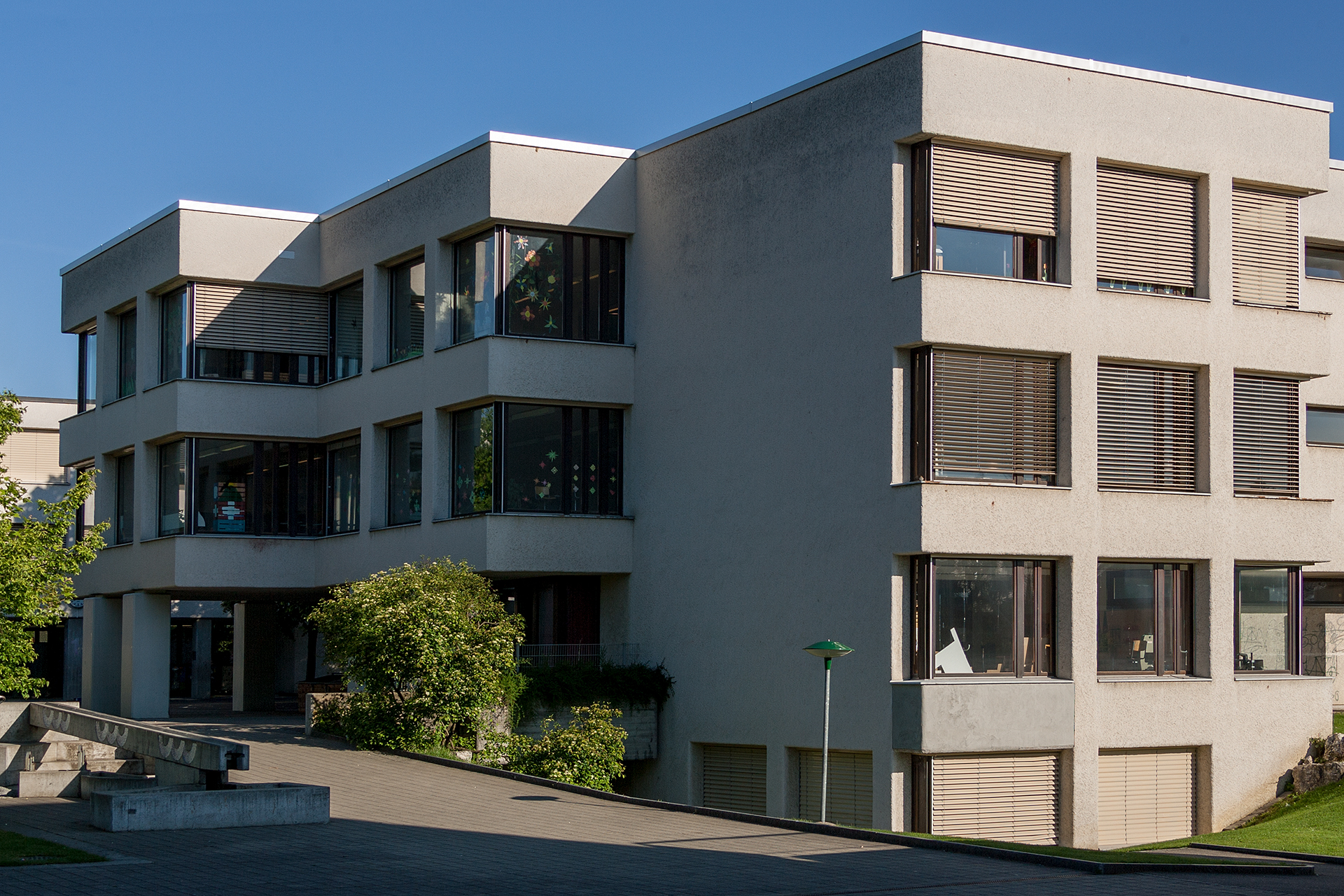
Schulhaus
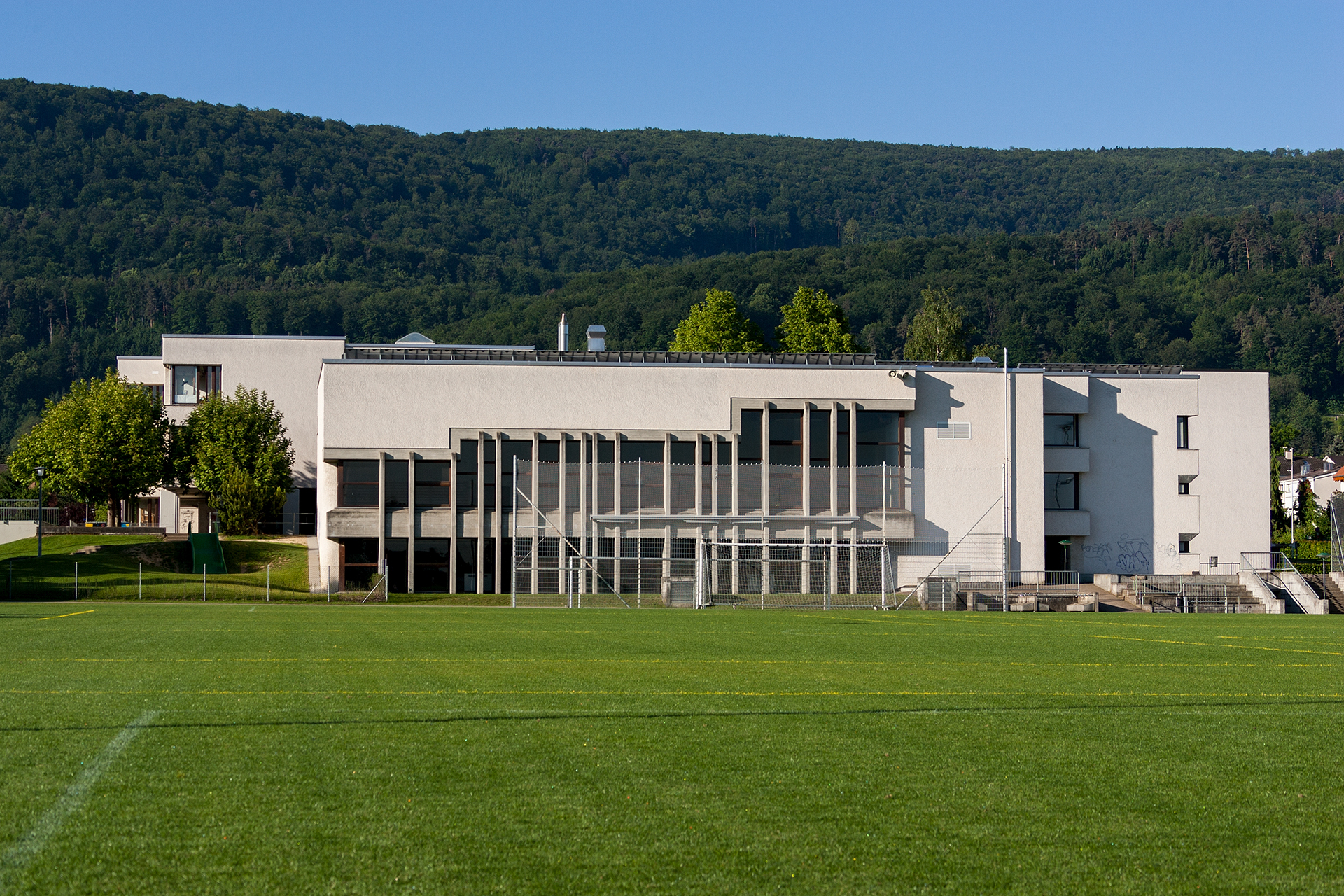
Schulanlage
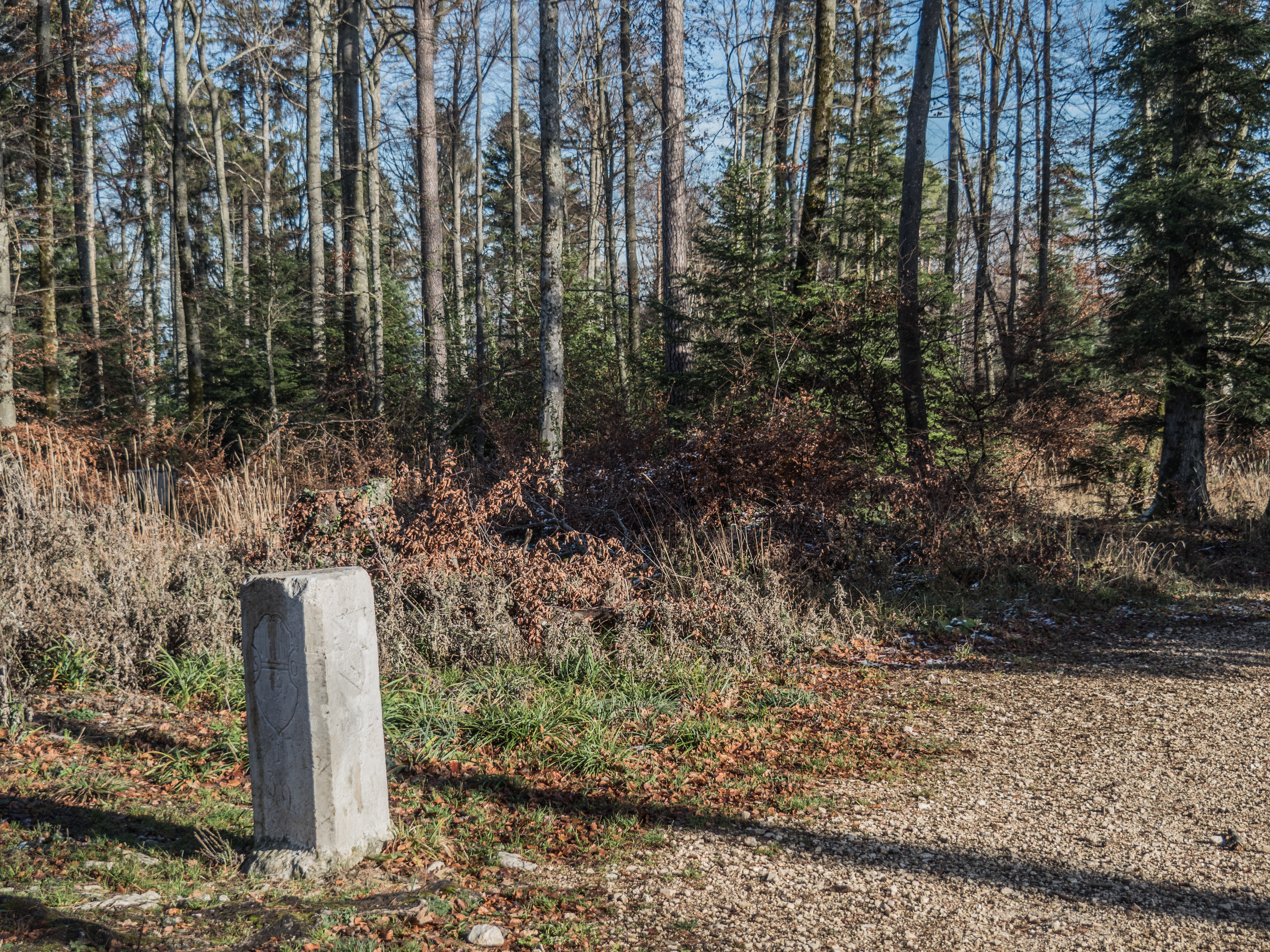
Dreikantonestein auf dem Blauenberg beim ehemaligen Dreikantonseck von Basel-Landschaft, Bern und Solothurn (vor 1994).

## Kultur
- Musikverein Ettingen (Blasmusik-Verein), gegründet am 18. Januar 1925, spielt mit 31 Musikantinnen und Musikanten in Harmoniebesetzung in der 3. Stärkeklasse.
- Kirchenchor Ettingen, gegründet am 25. Juli 1886.
- Männerchor Ettingen, mit seinen regelmässigen Konzerten und Gesangsvorträgen pflegt er den guten Kontakt zu den Einwohnern.
- Gugger-Gugge Ettingen (Guggenmusik), 1967 durch Mitglieder des Musikvereins Ettingen gegründet.

## Sport
Die 1. Mannschaft des FC Ettingen spielt in der 4. Liga, die 2. Mannschaft in der 5. Liga. Der Club Unihockey Leimental ist ein 2006 entstandener Bund aus den Unihockeyvereinen UHC Squirrels Ettingen-Laufen (der wiederum aus dem ehemaligen UHC Ettingen und dem UHC Laufen entstand), UHC Wildcats Flüh-Hofstetten, HC Oberwil und UHC Therwil. Die Herrenmannschaft spielt in der 1. Liga Grossfeld, der dritthöchsten Schweizer Unihockey-Spielklasse. Das Damenteam spielt seit der Saison 2006/07 in der Nationalliga A, der höchsten Schweizer Unihockey-Spielklasse. Der Volleyballclub Ettingen spielt momentan in der 3. Liga, der zweituntersten Spielklasse im Volleyball. Weiter gibt es noch den Tennisclub (TC) Swisscom Ettingen und den Turnverein Ettingen.

## Bekannte Personen
- Peter Brodmann-Kron, Autor diverser Publikationen über Schlangen und Amphibien
- René Brodmann (1933–2000), Fussballspieler beim FC Zürich, Mitglied der Schweizer Fussball-Nationalmannschaft, 5 Länderspieleinsätze (Zeitraum 1962–1966, Vereine FC Ettingen, FC Nordstern Basel, FC Grasshopper Club Zürich 1958–1961, FC Zürich 1962–1966), Trainer FC St. Gallen 1967–1968
- Simone Grippo (* 1988), Fussballspieler
- Arthur Stöcklin-Thüring (Hanslis) (1873–1954), Maurermeister, Leiter der Meliorationsunternehmen in Ettingen 1905–1928 und von Wegbauarbeiten, Verfasser einer Schrift über Ettingen
- Justus Stöcklin (1860–1943), Primarlehrer und Autor von Rechenbüchern
- Johann Georg Sütterlin (1826–1907), Pfarrer in Ettingen (1854 bis 1874)
- Henri-Joseph Thüring de Ryss (1765–?), Brigadegeneral der Französischen Revolution, französischer Librettist und Dramatiker